# Distrito Nacional (klub)
Distrito Nacional  - żeński klub piłki siatkowej z Dominikany. Swoją siedzibę ma w Santo Domingo. Został założony w 2007.

## Sukcesy
- Mistrzostwa Dominikany:
  -  2007, 2008
  -  2010